# Aelianus (Bagaudenführer)
Aelianus († 286) war ein Bagaudenführer in Gallien und Usurpator zu Beginn der Herrschaft Diokletians.
Im Jahr 285 war Kaiser Carinus von Diokletian besiegt worden. Das kurzzeitige Machtvakuum im Westen des Imperiums nutzten unzufriedene Bauern (Bagauden) in Gallien und Spanien für einen Aufstand. Amandus, einer ihrer Anführer, ließ sich möglicherweise zum Kaiser erheben und ernannte Aelianus zum Mitregenten. Diokletian reagierte auf die Bedrohung, indem er den Caesar Maximian nach Gallien entsandte und die Aufständischen mit Hilfe des Carausius – der sich kurz darauf selbst zum Kaiser ausrief – niederwerfen ließ.